# Asa Koma
Asa Koma (la colline rouge en français) est une petite région située dans le Sud de la république de Djibouti où se trouvent deux petits sites archéologiques qui sont les plus anciens sites néolithiques connus dans la région. 

## Situation
Les sites voisins de Wakrita et d'Asa Koma se trouvent dans une région de lacs intérieurs située dans la plaine de Gobaad.

## Historique
Des poteries datées par le carbone 14 du début du IIe millénaire av. J.-C. ont été découvertes sur les deux sites en 2005.

## Céramique
Les poteries sont caractérisées par des motifs géométriques ponctués et incisés, qui présentent une similitude avec la céramique de la culture Sabir de phase 1 de Ma'layba, en Arabie du Sud. En outre, des céramiques semblables aux poteries de Sihi, sur la côte saoudienne, et de Subr, sur le littoral yéménite, ont été trouvées à Asa Koma.

## Mode de subsistance
Des os de bœuf sans bosse et à longues cornes et des restes de caprins ont été découverts à Asa Koma, ce qui montre que les populations locales élevaient du bétail domestique il y a près de 4 000 ans. Elles pratiquaient aussi la pêche dans les lacs environnants.
Asa Koma et Wakrita sont les deux sites néolithiques connus les plus anciens de la région.